# Yahoo! Answers
Yahoo! Answers (Y!A) - популярна система питань і відповідей.  Цей сайт є одним зі створених Yahoo! у 2005 році. З його допомогою користувачі можуть ставити запитання і відповідати на ті, які вже існують. Це дає можливість не тільки допомагати іншим отримувати необхідну інформацію, а й збирати бали. У листопаді 2006 року кількість питань сягала більше, ніж сім мільйонів, а число відповідей не більше як шістдесят п'ять мільйонів.
Для створення облікового запису, слід мати Yahoo! ID, але як ID можна використовувати будь-яке ім'я. Yahoo! 360°.

## Історія
Веб-сайт Yahoo! був офіційно зареєстрований 2 березня 1995 року і створений Джеррі Янгом і Девідом Філо. Сайт починався як пошуковий каталог для різних веб-сайтів, і незабаром перетворився на авторитетний інтернет-ресурс, який містив платформу "Yahoo! Answers". Yahoo! Answers був запущений в середині 2005 року для внутрішнього альфа-тестування директором з інжинірингу Офером Шакедом. Бета-версія Yahoo! Answers була запущена для широкої громадськості 8 грудня 2005 року і була доступна до 14 травня 2006 року. Остаточно Yahoo! Answers став загальнодоступним 15 травня 2006 року. Yahoo! Answers був створений на заміну Ask Yahoo!, колишньої платформи запитань і відповідей Yahoo!, яка була закрита в березні 2006 року. Сайт давав користувачам можливість заробляти бали як спосіб заохочення участі і був заснований на Naver's Knowledge iN.
Yahoo! Answers був доступний 12 мовами, причому кілька азійських мовних версій працювали на іншій платформі, яка дозволяла використовувати нелатинські символи. Арабська платформа запитань і відповідей під назвою Seen Jeem була доступна через дочірню компанію Yahoo! Maktoob до 2010 року, а китайськомовна версія Yahoo! Knowledge була доступна до 2021 року. В Японії платформа відома як Yahoo! Chiebukuro (Yahoo! яп. 知恵袋).
8 грудня 2016 року Yahoo! випустила додаток для платформи під назвою Yahoo! Answers Now (офіційна назва Yahoo! Hive) для iOS та Android.

### Закриття
5 квітня 2021 року було оголошено, що Yahoo! Answers закривається 4 травня 2021 року, запитання та відповіді більше не будуть публікуватися після 20 квітня 2021 року, а запитання та відповіді, що зберігаються на сайті, будуть видалені після 30 червня 2021 року. 4 травня 2021 року сайт припинив роботу і був перенаправлений на сторінку довідки Yahoo до липня, після чого був перенаправлений на головну сторінку Yahoo. Причиною закриття Yahoo назвала зменшення використання сайту, заявивши, що "з роками він став менш популярним". Група архівістів Archive Team та інші працювали над архівацією сайту для збереження в Інтернет-архіві. Група змогла заархівувати 4,75 ТБ даних за період "тільки для читання", але не весь сайт. Того ж дня, коли сайт закрився, бренд Yahoo був проданий компанії Apollo Global Management.
Закриття не вплинуло на японську версію сайту Yahoo!, Yahoo! Chiebukuro (Yahoo! 知恵袋), яка залишається в мережі.

## Принцип роботи
Сервіс працює за принципом особливих конференцій, в яких користувач створює питання, а інші користувачі намагаються на нього відповісти, при цьому, якщо відповідь допомогла розв'язати проблему, то запитувач може відзначити її як найкращу й оцінити її. Всі питання поділяються на категорії, серед яких є такі як здоров'я [Архівовано 15 грудня 2016 у Wayback Machine.], подорожі [Архівовано 15 грудня 2016 у Wayback Machine.], спорт [Архівовано 15 грудня 2016 у Wayback Machine.] і безліч інших.

## Система нарахування балів
Служба також надає систему балів, відповідно до якої користувачі можуть долати рівні: вищі рівні мають більше привілеїв. Наприклад, користувач може надавати інтерактивні посилання тільки з 2-го рівня і вище.
З початку 2014 року оцінки  можуть бути призначені на невизначений термін, навіть на рівні 1. Крім того, тепер є можливість відповісти на питання, які пройшли межу закінчення (4 або 8 днів), раніше відомі як "вирішені" і тепер називається "нормальний стан".
| Рівень | Бали          |
| 1      | 1–249         |
| 2      | 250–999       |
| 3      | 1.000–2.499   |
| 4      | 2.500–4.999   |
| 5      | 5.000–9.999   |
| 6      | 10.000–24.999 |
| 7      | 25.000+       |

Систему нарахування балів подано у цій таблиці:
| Дія                                                                                     | Бали                 |
| Активація профілю на Yahoo!Answers                                                      | Один раз: +100       |
| Поставити запитання                                                                     | -5                   |
| Виберіть найкращу відповідь на ваше запитання                                           | +3                   |
| Відповіді на питання                                                                    | +2                   |
| Видалити відповідь                                                                      | -2                   |
| Вхід в Yahoo! Answers                                                                   | Один раз на день: +1 |
| Оцініть відповідь                                                                       | +1                   |
| Ваша відповідь обрана як найкраща                                                       | +10                  |
| Отримати голос "лайк" на найкращу відповідь, яку ви написали (розрахована до 50 лайків) | +1 на "лайк"         |
| Ваша відповідь була знищена через порушення                                             | -10                  |

## Значки

### Найактивніший учасник
Система балів заохочує користувачів щодня відповідати на запитання, проте існує денний ліміт. Після того, як користувач досягає його, і за умови, що він зберігає мінімальну кількість таких внесків, користувач може отримати помаранчевий "значок" під своїм фото, із назвою "найактивніший учасник". Користувач може втратити цей значок, якщо не підтримувати його чи її рівень участі. Після того, як користувач стає "провідним учасником" в будь-якій категорії, значок з'являється у всіх відповідях, питаннях і зауваженнях користувачів, незалежно від категорії. Можна бути провідним учасником в максимум 3-х категоріях. Список Топ-учасників оновлюється щопонеділка. Попри те, що персонал Yahoo! Answers тримає в секреті критерії за якими обирається найактивніший учасник, існує багато теорій серед користувачів, наприклад:
- Підтримка щотижневого (таємничого) «квоту» відповідей в даній категорії.
- Користувач, який хоче стати найактивнішим учасником повинен дати більше ніж 12%, найкращих відповідей.
- Користувач повинен бути принаймні на другому рівні.
- Користувач повинен зосередитись тільки на одній конкретній категорії, щоб стати провідним учасником для цієї категорії.

### Персонал
Знак розглядається під ім'ям членів персоналу Yahoo!Answers

### Партнери
Ці знаки знаходяться під ім'ям компаній або організацій, які діляться своїми особистими знаннями і досвідом з членами Yahoo!Answers.

## Статистика сайту
Yahoo!, використовуючи статистичні дані ComScore, в грудні 2006 року оголосила Yahoo!Answers провідним Q & A сайтом в Інтернеті. В цей час Yahoo!Answers  вважається другим за популярністю Q & A сайт в Інтернеті за даними ComScore. У 2009 році, персонал Yahoo! Answers  налічував 200 мільйонів користувачів по всьому світу  і 15 мільйонів користувачів, які щодня відвідують цей сайт. У січні 2010 року сайт веб - аналітики Quantcast повідомив, що Yahoo!Answers налічує 24 мільйони активних користувачів у місяць.
Статистика трафіку Quantcast для Yahoo!Answers:
Станом на січень 2010: 
- 24,201,619 чоловік на місяць ;
- Відвідини 62,171,200 в місяць;

Станом на 1 січня 2015:
- 11,273,839 чоловік на місяць ;

Станом на  31 жовтня 2015:
- 5,555,080 осіб в місяць;

Станом на 1 грудня 2015 року:
- 4,546,016 осіб в місяць ;

Yahoo!Answers  становить від 1,03% до 1,7%  від Yahoo! трафіку.